# 트로트 하이웨이
《트로트 하이웨이》는 대한민국 광주광역시·전라남도의 민영방송사 kbc의 라디오 kbc My FM(광주·전남 중북부,전남 서남부 FM 101.1MHz/전남 영광 FM 104.3MHz/전남 동부권 FM 96.7MHz/전남 광양 FM 90.7MHz)에서 매주 월요일 ~ 토요일 저녁 7시부터 8시까지 김태근의 진행으로 방송되었던 라디오 프로그램이다. 2021년 12월 4일 자로 두달만에 폐지되었다.

## 진행자
- 김태근

## 요일코너

### 토요일
- 잘 지내고 계신가요 : 가수들과 전화 연결, 근황을 들어보는 시간
- 다시 만나는 명곡 퍼레이드 : 후배가수들이 리메이크한 트로트 명곡을 만나는 시간

| kbc My FM 월요일 ~ 토요일 프로그램                          |                          |                   |
| 이전                                                        | 김태근의 트로트 하이웨이 | 다음              |
| 김은민의 뮤직서핑                                           | 김태근의 트로트 하이웨이 | 웬디의 영스트리트 |
| (평일) 저녁 6시 5분 ~ 저녁 7시 (토요일) 저녁 6시 ~ 저녁 7시 | 저녁 7시 ~ 밤 8시        | 밤 8시 ~ 밤 10시  |
|                                                             |                          |                   |